# Morti nel 2010/Febbraio
| Questa pagina contiene informazioni ricavate automaticamente dalle voci biografiche con l'ausilio del template Bio e di un bot. L'aggiornamento è periodico e automatico e ricostruisce completamente la pagina. Se manca una persona in questa lista, sei pregato di non aggiungerla, ma accertati piuttosto che la sua voce biografica contenga il template Bio e che i dati anagrafici siano correttamente compilati. Se il template Bio manca, inseriscilo tu stesso o, in alternativa, metti l'avviso {{tmp\|Bio}} che ne segnala la mancanza. Se i dati riportati sono sbagliati, correggi direttamente la voce biografica; le modifiche saranno visibili in questa lista entro pochi giorni. Per chiarimenti vedi il progetto biografie. La lista contiene solo le 153 persone che sono citate nell'enciclopedia e per le quali è stato implementato correttamente il template Bio. Pagina aggiornata al 10 feb 2025. |

- 1º febbraio - Madeleine Biardeau, indologa e storica delle religioni francese (n. 1922)
- 1º febbraio - Jack Brisco, wrestler statunitense (n. 1941)
- 1º febbraio - David Brown, produttore cinematografico statunitense (n. 1916)
- 1º febbraio - Steingrímur Hermannsson, politico islandese (n. 1928)
- 1º febbraio - Azzeddine Laraki, politico marocchino (n. 1929)
- 1º febbraio - Peter Martell, attore italiano (n. 1938)
- 1º febbraio - Justin Mentell, attore statunitense (n. 1982)
- 2 febbraio - Rosa Lobato de Faria, poetessa, paroliera e attrice portoghese (n. 1932)
- 2 febbraio - Agostino Melotti, partigiano e politico italiano (n. 1919)
- 2 febbraio - Eustace Mullins, scrittore e saggista statunitense (n. 1923)
- 2 febbraio - Nelli Shkolnikova, violinista e insegnante sovietica (n. 1928)
- 3 febbraio - Claudio Corti, alpinista italiano (n. 1928)
- 3 febbraio - Alfredo Fabbri, pittore italiano (n. 1926)
- 3 febbraio - Dick McGuire, cestista e allenatore di pallacanestro statunitense (n. 1926)
- 3 febbraio - Gil Merrick, allenatore di calcio e calciatore britannico (n. 1922)
- 3 febbraio - Frances Reid, attrice statunitense (n. 1914)
- 3 febbraio - Georges Wilson, attore e regista francese (n. 1921)
- 4 febbraio - Kostas Axelos, filosofo francese (n. 1924)
- 4 febbraio - Bill Dudley, giocatore di football americano statunitense (n. 1921)
- 4 febbraio - Horace Greasley, militare inglese (n. 1918)
- 5 febbraio - Peter Calvocoressi, avvocato, politico e storico inglese (n. 1912)
- 5 febbraio - Ian Carmichael, attore britannico (n. 1920)
- 5 febbraio - Galimzjan Chusainov, calciatore sovietico (n. 1937)
- 5 febbraio - Clarke Scholes, nuotatore statunitense (n. 1930)
- 6 febbraio - Luigi Bertoli, calciatore italiano (n. 1928)
- 6 febbraio - John Dankworth, sassofonista, musicista e compositore britannico (n. 1927)
- 6 febbraio - Kipkemboi Kimeli, mezzofondista e maratoneta keniota (n. 1966)
- 7 febbraio - Franco Ballerini, ciclista su strada e dirigente sportivo italiano (n. 1964)
- 7 febbraio - André Kolingba, politico centrafricano (n. 1936)
- 7 febbraio - Raffaele Rossi, politico italiano (n. 1923)
- 7 febbraio - William Tenn, autore di fantascienza britannico (n. 1920)
- 8 febbraio - Erasmo Boiardi, politico e pedagogista italiano (n. 1932)
- 8 febbraio - Angelo Franzosi, allenatore di calcio e calciatore italiano (n. 1921)
- 8 febbraio - Antonio Giolitti, politico e partigiano italiano (n. 1915)
- 8 febbraio - Don Hanrahan, cestista statunitense (n. 1929)
- 8 febbraio - Jimmy Heuga, sciatore alpino e allenatore di sci alpino statunitense (n. 1943)
- 8 febbraio - Germano Liberati, presbitero, docente e scrittore italiano (n. 1939)
- 8 febbraio - Erich Meier, calciatore tedesco (n. 1935)
- 8 febbraio - Roly Mills, allenatore di calcio e calciatore inglese (n. 1933)
- 8 febbraio - John Murtha, politico statunitense (n. 1932)
- 8 febbraio - Gianni Pulone, attore italiano (n. 1943)
- 9 febbraio - Abdul Karim Amu, velocista e dirigente sportivo nigeriano (n. 1933)
- 9 febbraio - Juris Kalniņš, cestista sovietico (n. 1938)
- 9 febbraio - Pietro Mazzamuto, critico letterario e scrittore italiano (n. 1920)
- 9 febbraio - Walter Frederick Morrison, inventore statunitense (n. 1920)
- 10 febbraio - Carl Braun, cestista e allenatore di pallacanestro statunitense (n. 1927)
- 10 febbraio - Orlando Peçanha, calciatore brasiliano (n. 1935)
- 10 febbraio - Fred Schaus, cestista, allenatore di pallacanestro e dirigente sportivo statunitense (n. 1925)
- 10 febbraio - Kazuhide Takahama, architetto e designer giapponese (n. 1930)
- 10 febbraio - José Joaquín Trejos Fernández, politico costaricano (n. 1916)
- 10 febbraio - Nereo Vanzan, politico italiano (n. 1931)
- 10 febbraio - Ėduard Vinokurov, schermidore sovietico (n. 1942)
- 10 febbraio - Frederick Weyand, generale statunitense (n. 1916)
- 10 febbraio - Charlie Wilson, politico e militare statunitense (n. 1933)
- 11 febbraio - Irina Konstantinovna Archipova, mezzosoprano e contralto russo (n. 1925)
- 11 febbraio - Costantino Belluscio, giornalista e politico italiano (n. 1930)
- 11 febbraio - Roman Dmitriev, lottatore russo (n. 1949)
- 11 febbraio - Pio Filippani Ronconi, indologo, iranista e esoterista italiano (n. 1920)
- 11 febbraio - Brian Godfrey, calciatore e allenatore di calcio gallese (n. 1940)
- 11 febbraio - James Janssen van Raay, politico olandese (n. 1932)
- 11 febbraio - Alexander McQueen, stilista britannico (n. 1969)
- 11 febbraio - Caroline McWilliams, attrice statunitense (n. 1945)
- 11 febbraio - Jurij Sevidov, allenatore di calcio e calciatore sovietico (n. 1942)
- 11 febbraio - Colin Ward, architetto e urbanista britannico (n. 1924)
- 12 febbraio - Petar Borota, calciatore jugoslavo (n. 1952)
- 12 febbraio - Lisa Daniels, attrice, produttrice cinematografica e produttrice televisiva britannica (n. 1930)
- 12 febbraio - Gino Gardassanich, calciatore italiano (n. 1922)
- 12 febbraio - Werner Krämer, calciatore tedesco (n. 1940)
- 12 febbraio - Nodar Kumarit'ashvili, slittinista georgiano (n. 1988)
- 12 febbraio - Miro Mihovilović, pallanuotista jugoslavo (n. 1915)
- 12 febbraio - Luis Molowny, allenatore di calcio e calciatore spagnolo (n. 1925)
- 12 febbraio - Leroy Nash, criminale statunitense (n. 1915)
- 12 febbraio - Giovanni Pugliese Carratelli, storico italiano (n. 1911)
- 13 febbraio - Edmond Boulle, allenatore di calcio e calciatore francese (n. 1934)
- 13 febbraio - Cesare Gherri, politico e funzionario italiano (n. 1929)
- 13 febbraio - Dale Hawkins, cantautore statunitense (n. 1936)
- 13 febbraio - Anne Lombard-Jourdan, storica francese (n. 1909)
- 13 febbraio - Red Rocha, cestista e allenatore di pallacanestro statunitense (n. 1923)
- 13 febbraio - Fernando Terremoto, cantante spagnolo (n. 1969)
- 14 febbraio - Maurizio Balocchi, politico italiano (n. 1942)
- 14 febbraio - Doug Fieger, cantante statunitense (n. 1952)
- 14 febbraio - Dick Francis, scrittore britannico (n. 1920)
- 14 febbraio - Gian, attore e comico italiano (n. 1936)
- 14 febbraio - Enrico Musolino, pattinatore di velocità su ghiaccio italiano (n. 1928)
- 14 febbraio - John Paul Papanicolaou, imprenditore greco (n. 1949)
- 14 febbraio - Zhang Yalin, calciatore cinese (n. 1981)
- 15 febbraio - Ettore Allegri, calciatore italiano (n. 1916)
- 15 febbraio - Mario Gangi, chitarrista italiano (n. 1923)
- 15 febbraio - Juan Carlos González, calciatore uruguaiano (n. 1924)
- 15 febbraio - Jeanne M. Holm, militare statunitense (n. 1921)
- 15 febbraio - Art Van Damme, fisarmonicista statunitense (n. 1920)
- 15 febbraio - Georges de Nantes, presbitero e scrittore francese (n. 1924)
- 16 febbraio - Emilio Busolini, organista e compositore italiano (n. 1910)
- 16 febbraio - Gaetano Caltagirone, imprenditore italiano (n. 1929)
- 16 febbraio - John Davis Chandler, attore statunitense (n. 1935)
- 16 febbraio - Abdulchakim Isakovič Ismailov, militare sovietico (n. 1916)
- 16 febbraio - Emilio Lavazza, imprenditore italiano (n. 1932)
- 16 febbraio - Agostino Puppo, rugbista a 15 italiano (n. 1948)
- 17 febbraio - Giulio De Florian, fondista italiano (n. 1936)
- 17 febbraio - Kathryn Grayson, soprano e attrice statunitense (n. 1922)
- 17 febbraio - Hans Henning Ørberg, grammatico, latinista e insegnante danese (n. 1920)
- 17 febbraio - Luigi Ulivelli, lunghista italiano (n. 1935)
- 18 febbraio - John Babcock, militare canadese (n. 1900)
- 18 febbraio - Ariel Ramírez, compositore argentino (n. 1921)
- 19 febbraio - Jamie Gillis, attore pornografico statunitense (n. 1943)
- 19 febbraio - Vittorio Giorgini, architetto italiano (n. 1926)
- 19 febbraio - Bruno Gironcoli, scultore austriaco (n. 1936)
- 19 febbraio - Lionel Jeffries, attore, regista e sceneggiatore inglese (n. 1926)
- 19 febbraio - Elli Parvo, attrice italiana (n. 1914)
- 20 febbraio - Mario Acerbi, calciatore e allenatore di calcio italiano (n. 1913)
- 20 febbraio - Antonio Cariglia, politico italiano (n. 1924)
- 20 febbraio - Eduardo Di Loreto, allenatore di calcio e calciatore argentino (n. 1929)
- 20 febbraio - Benito Gavazza, generale italiano (n. 1926)
- 20 febbraio - Alexander Haig, generale e politico statunitense (n. 1924)
- 20 febbraio - Sandy Kenyon, attore statunitense (n. 1922)
- 20 febbraio - Giovanni Pettenella, pistard e ciclista su strada italiano (n. 1943)
- 21 febbraio - Vladimir Jakovlevič Motyl', regista sovietico (n. 1927)
- 21 febbraio - Albader Parad, terrorista e guerrigliero filippino
- 22 febbraio - Nelly Landry, tennista francese (n. 1916)
- 22 febbraio - Guido Fubini, avvocato e giurista italiano (n. 1924)
- 23 febbraio - Vjačeslav Andrejuk, calciatore sovietico (n. 1945)
- 23 febbraio - Jean Walker-Smith, tennista britannica (n. 1924)
- 23 febbraio - Orlando Zapata Tamayo, attivista cubano (n. 1967)
- 24 febbraio - Carlo Cicuttini, terrorista italiano (n. 1947)
- 24 febbraio - Pietro Mitolo, militare e politico italiano (n. 1921)
- 25 febbraio - İhsan Doğramacı, pediatra e imprenditore turco (n. 1915)
- 25 febbraio - Enzo Ferretti, cestista italiano (n. 1920)
- 25 febbraio - Andrew Koenig, attore statunitense (n. 1968)
- 25 febbraio - Miloš Marković, pallanuotista jugoslavo (n. 1947)
- 25 febbraio - Virgilio Muzzi, fumettista italiano (n. 1923)
- 25 febbraio - Roger Prahin, cestista svizzero (n. 1923)
- 25 febbraio - Efren Torres, pugile messicano (n. 1943)
- 25 febbraio - Jean-Claude Valla, giornalista e storico francese (n. 1944)
- 26 febbraio - Pietro Antonio Colazzo, militare e agente segreto italiano (n. 1962)
- 26 febbraio - Richard Devon, attore statunitense (n. 1926)
- 26 febbraio - Enzo Fragalà, avvocato e politico italiano (n. 1948)
- 26 febbraio - Ugo Gregorin, calciatore italiano (n. 1925)
- 26 febbraio - Ivajlo Kirov, cestista bulgaro (n. 1947)
- 26 febbraio - Nujabes, disc jockey, compositore e arrangiatore giapponese (n. 1974)
- 27 febbraio - Anna Farova, storica e critica d'arte ceca (n. 1928)
- 27 febbraio - Vladislav Galkin, attore russo (n. 1971)
- 27 febbraio - Rosemary Goldie, teologa australiana (n. 1916)
- 27 febbraio - Pierre Monneret, pilota motociclistico francese (n. 1931)
- 27 febbraio - Hank Rosenstein, cestista e allenatore di pallacanestro statunitense (n. 1920)
- 27 febbraio - Nathan Scott, compositore statunitense (n. 1915)
- 27 febbraio - Oleg Stepanov, judoka sovietico (n. 1939)
- 28 febbraio - Juozas Aputis, scrittore lituano (n. 1936)
- 28 febbraio - Martin Benson, attore britannico (n. 1918)
- 28 febbraio - Ninì Grassia, regista e sceneggiatore italiano (n. 1944)
- 28 febbraio - Eugene Greytak, attore statunitense (n. 1925)
- 28 febbraio - Chūshirō Hayashi, astrofisico e astronomo giapponese (n. 1920)
- 28 febbraio - Carlos Montemayor, scrittore e attivista messicano (n. 1947)
- 28 febbraio - Jorge Villamil, compositore colombiano (n. 1929)